# Дъдли Дърсли
Дъдли Дърсли (на английски: Dudley Dursley) е единственото дете на Върнън Дърсли и Петуния Дърсли, племенник на Мадж Дърсли (сестра на баща му), както и на Джеймс и Лили Потър (Лили е сестра на майка му). Той е единствения братовчед на Хари Потър. Описван е като огромно, русо (въпреки че във филмите е с черна коса) момче, което още от раждането си е разглезен - получава планини от подаръци на рождения си ден и Коледа, но винаги избухва гневно, защото иска да получи повече. Дъдли обикновено следва този модел на поведение във всяка ситуация и показва симптоми на разглезено дете.
Огромно, невъзпитано, воюващо и егоистично момче, Дъдли е крайно недолюбван характер, въпреки че знае как да се държи учтиво, когато иска да направи впечатление. Това е показано във филма „Хари Потър и Стаята на тайните“, когато бизнес съдружника на баща му идва на вечеря в къщата на семейството му. Дъдли и Хари ходят на училище заедно в Съри, където Дъдли и неговите приятели тероризират цялото училище. Останалите ученици в училището знаят, че Дъдли мрази Хари и не искат да застанат на страната на разглезеното дете. На възраст от петнайдесет години, Дъдли е станал физически силен и проявява интерес към боксирането, което изглежда усвоява добре. Изключителен грубиянин, той става лидер на своя банда, с която редовно бие по-малките деца. Дъдли също започва да пуши на уличните ъгли и да хвърля камъни по минаващите коли и деца заедно със своята банда, като в същото време продължава да бъде разглезван от родителите си. В последната част от романа („Хари Потър и Даровете на смъртта“) той застава на страната на Хари, защото в петата част („Хари Потър и Орденът на феникса“ момчето-магьосник го спасява от диментор.
Във филмите от поредицата „Хари Потър“ ролята на Дъдли Дърси се изпълнява от Хари Мелинг.
|  | Тази страница частично или изцяло представлява превод на страницата Dursley_family#Dudley_Dursley в Уикипедия на английски. Оригиналният текст, както и този превод, са защитени от Лиценза „Криейтив Комънс – Признание – Споделяне на споделеното“, а за съдържание, създадено преди юни 2009 година – от Лиценза за свободна документация на ГНУ. Прегледайте историята на редакциите на оригиналната страница, както и на преводната страница, за да видите списъка на съавторите. ВАЖНО: Този шаблон се отнася единствено до авторските права върху съдържанието на статията. Добавянето му не отменя изискването да се посочват конкретни източници на твърденията, които да бъдат благонадеждни. |